# Château de Billy
Le château de Billy est un ancien château fort fondé au XIIIe siècle, remanié au XIVe et modifié à la Renaissance, aujourd'hui en ruine, dont les vestiges se dressent sur le territoire de la commune française de Billy, dans le département de l'Allier, en région Auvergne-Rhône-Alpes. L'édifice est totalement protégé au titre des monuments historiques.

## Localisation
Le château est situé sur un mamelon calcaire qui sépare deux petits affluents[Lesquels ?] de l'Allier, sur la commune de Billy à 14 km au nord de Vichy, dans le département français de l'Allier.

## Historique

### Apparition du château actuel
Bien que l’on ne connaisse pas la date de construction du château ni même l’entière réalité historique concernant l’occupation du site (les origines pouvant remonter à l’époque gauloise et surtout gallo-romaine) avant l’apparition de ce castrum, il est possible d’établir une ère chronologique qui implique la constitution d’un édifice fortifié proche de celui qui existe aujourd’hui.
En effet, l’étude de l’architecture philippienne et du contexte historique (conquête de l’Auvergne par le roi de France Philippe Auguste jusqu’en 1213) conjuguée aux quelques sources textuelles[Lesquelles ?] et données archéologiques[Lesquelles ?] sur Billy laisse penser que la forteresse a été construite à la fin du XIIe siècle ou dès le début du XIIIe, subissant probablement par la suite, et notamment après 1232, date à laquelle il devient la propriété des sires de Bourbon, de plus ou moins grandes modifications.

### La forteresse intégrée au patrimoine des Bourbon

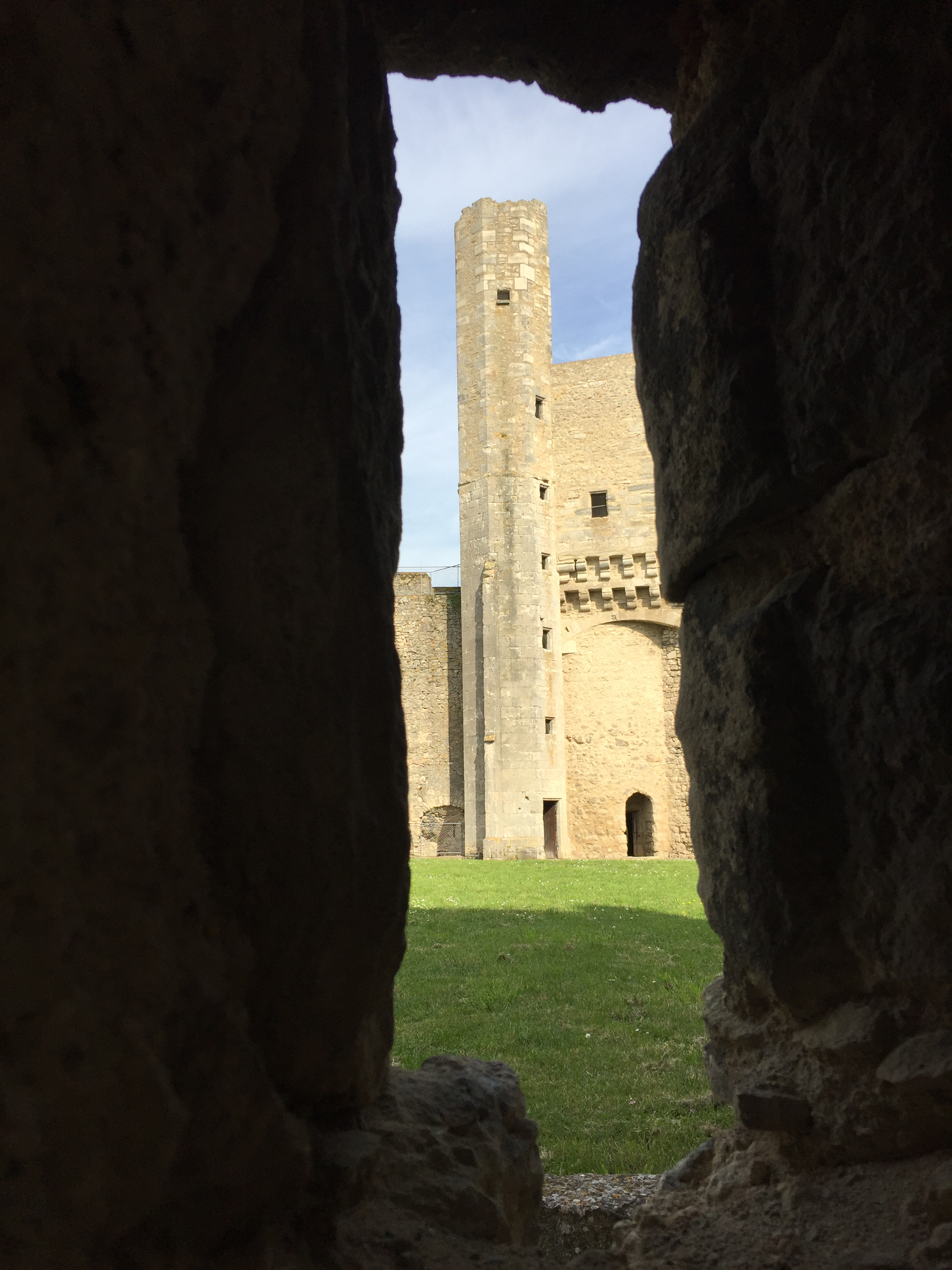
La tour de guet.

Avec l’aide des textes médiévaux[Lesquels ?], nous savons que le château de Billy fut très tôt le siège d’un bailliage royal, puis celui d’une châtellenie liée au futur duché de Bourbon. Auparavant, l’édifice, et toutes ses dépendances, avait été vendu en 1232 par le seigneur Hugues de Colombie (Colombier) au sire Archambaud VIII de Bourbon (né vers 1197-1242 ; famille de Bourbon) qui étendait petit à petit son territoire jusqu’aux portes, puis sur les marges de l’Auvergne. Le site était avant tout stratégique du fait des rivalités qu'entretenaient les seigneurs de Bourbon avec les puissants comtes d’Auvergne (vassaux des rois d'Angleterre et ducs d'Aquitaine) qui dominaient encore une partie du territoire correspondant au département de l’Allier.
L’influence des Bourbons dans la région participa sans doute, d’une part, à la constitution d’un bourg castral puis finalement d’une ville franche et fortifiée sur le site, mais aussi, d’autre part, à accroître la prospérité de la châtellenie de Billy, qui est à sa constitution la deuxième plus vaste châtellenie sur les dix-sept que compte le Bourbonnais, jusqu’au début du XVIe siècle. Le contrôle des ducs sur le territoire se percevait aisément par l’intermédiaire des capitaines-châtelains, officiers et représentants ducaux placés à la tête des différentes circonscriptions administratives et judiciaires. L’un des châtelains les plus connus de Billy fut de 1471 à 1488 Pierre, bâtard de Bourbon, seigneur du Bois d'Oingt, fils de Charles Ier, duc de Bourbon et d'Auvergne (1434-1456).
Billy (et son château) connut alors probablement son apogée, aux XVe et XVIe siècles, au point que la châtellenie étendra sa juridiction sur soixante-deux paroisses et trois seigneuries, ce qui en fera, à cet instant, la plus vaste circonscription en second, sur les dix-sept châtellenies bourbonnaises recensées. Billy passe à la Couronne à la saisie des biens du connétable de Bourbon en 1527.

### La période post-médiévale

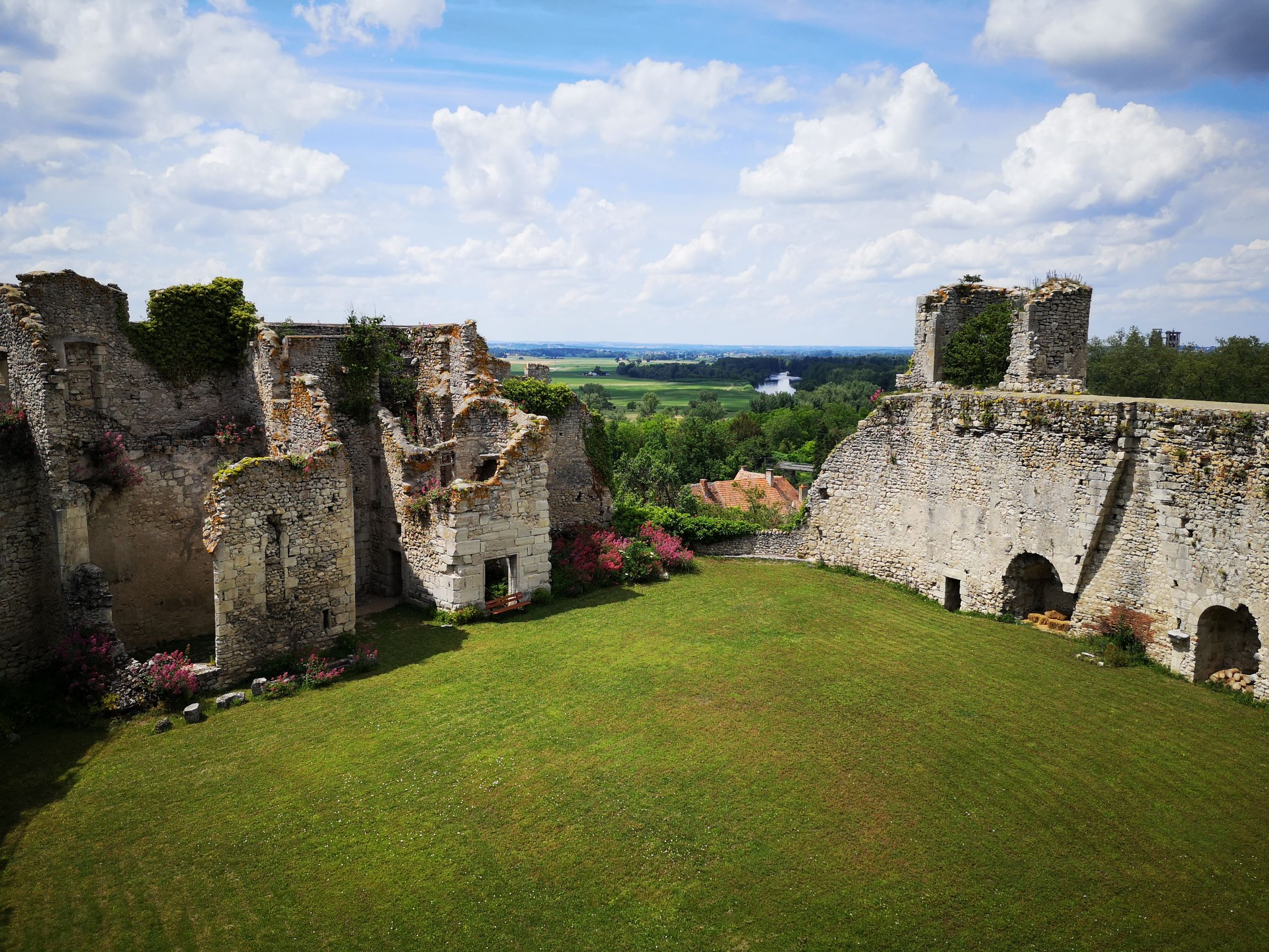
Vue de la cour intérieure avec à droite de l'entrée, la brèche par laquelle les troupes du prince de Condé prirent le château.

Au cours des siècles suivants, le château connaîtra une lente agonie alors même que l’on continuera à l’employer pour diverses fonctions. Cette décadence transparaît d'abord le 2 février 1576, durant les guerres de Religion, lorsque la forteresse connaît l'un de ses plus grands déboires en subissant un siège mené par les protestants sous le commandement du prince de Condé. Ce dernier, le prince Jean-Casimir fils de l’Électeur palatin du Rhin et leurs hommes, occuperont le château un bref moment avant de poursuivre leur marche. L’édifice, ainsi qu’une partie des remparts de la basse-cour et de la ville vont subir des dégâts qui ne seront jamais réparés. Cet événement, bien qu’il ne soit pas le seul élément déclencheur, met à terre le prestige et toute la symbolique de puissance que dégageait le château de Billy pendant sa période faste. Par la suite, ce dernier cessera d’être le siège physique de la châtellenie qui, pourtant, perdurera à Billy jusqu’à la Révolution française. Par conséquent, ne détenant plus de fonction résidentielle et militaire et encore moins un système de défense adapté aux besoins du temps, la forteresse (et la justice qui en dépendait), qui avait perdu son rôle centralisateur du pouvoir, est donnée en gage à des bailleurs de fonds, le 31 juillet 1596, par le roi de France Henri IV qui tentait alors de renflouer les caisses de l’État vidées par les longues guerres de Religion. De Sébastien Zamet (1549-1614), financier italien, conseiller du roi et surintendant des finances de Marie de Médicis, au comte Yves Mourins d’Arfeuille (mort en 1807) et sa femme Anne-Charlotte-Mayeule du Buysson de Douzon de Poncenat, sœur de Philibert (le 24 juillet 1772, par achat aux Montmorency contre 200 000 livres), en passant par Anne-Léon de Montmorency, membre de l’illustre famille, les engagistes se succéderont jusqu’au-delà de la Révolution. Durant l’époque moderne, le château sera aménagé en prison jusqu’au transfert de cette fonction vers la ville de Cusset, en 1790.

### Après la Révolution
En même temps que le château de Billy perd de son prestige et de son intérêt aux yeux des hommes, l’édifice ne cesse de se détériorer et finit par tomber dans l'abandon à partir du XIXe siècle. Durant les deux derniers siècles qui nous précèdent, le « castrum » est plus ou moins abusivement occupé par la population locale, qui, pour partie, contribue à sa dégradation. Pour le reste, le temps, combiné au manque d’entretien et d’intérêt de la part des propriétaires, fait son effet. Il faudra attendre le 28 août 1963 pour que la commune de Billy rachète la forteresse à sept des descendants des derniers engagistes.
Aujourd’hui, le château appartient toujours à la commune et revit tous les ans, au gré des saisons, grâce aux différentes animations organisées par l’office de tourisme.

## Description
Le château de Billy est situé en plein cœur du bourg actuel même s’il est légèrement en retrait vers l’ouest et ainsi à proximité de la rivière Allier. Le chemin de ronde offre une vue sur le val d'Allier.
La forteresse est bâti sur un promontoire gréseux à ciment calcaire, une butte d’une cinquantaine de mètres de hauteur. Le château et sa basse-cour dominent donc la rivière et toute la vallée de l’Allier qui s’étend jusqu’au coteau de Marcenat. Le village de Billy (excepté la paroisse), quant à lui, occupe toute la partie basse de la butte de manière radio-concentrique par rapport à la forteresse.
La haute cour du château se présente sous la forme d'une courtine polygonale sur plan centré flanquée de tours semi-circulaires. Cette muraille, qui encadre une cour aujourd’hui vide, possède un diamètre d’une cinquantaine de mètres d’est en ouest et une quarantaine de mètres du nord au sud. L'enceinte possède encore aujourd’hui six tours semi-circulaires au nord, sud et ouest comprenant notamment le châtelet d’entrée, très imposant, qui sont reliées par des courtines parfois rectilignes, courbées ou saccadées dans leur tracé, en raison du relief escarpé. Elle est dominée à l'est par un haut donjon cylindrique flanquant, ou tour maitresse, qui est accolée d'une tourelle polygonale d'escalier du XIVe siècle qui le surmonte en guette. On pénètre dans l'enceinte par un « châtelet » formé de deux tours, reliées par un grand arc du XIVe siècle, entre lesquelles glissait la herse.
Pour ce qui est de la basse-cour, elle se situe un peu plus bas en direction de l’ouest et du sud-ouest, et adopte une forme ovale dont la surface s’étend sur plus de cent vingt mètres dans sa longueur, du nord au sud, et un peu moins d’une centaine de mètres dans sa largeur. 
Le plan et l'architecture qu’adopte la forteresse dans son ensemble (avec la basse-cour) ne laisse aucun doute en ce qui concerne sa typologie : il est caractéristique du XIIIe siècle et du mouvement de construction lancé par le roi de France Philippe Auguste à cette époque. Les tours circulaires sont d’ailleurs, à elles seules, de véritables marques de fabrique tant elles symbolisent le pouvoir capétien. Notons, enfin, comme autre symbole, les archères en rame dispersées sur l’édifice castral.
Si le château de Billy a gardé en grande partie son architecture du XIIIe siècle, il est probable qu’il y avait un certain nombre de différences par rapport à l’état actuel et celui auquel ressemblait le monument durant la période moderne. En effet, l’édifice a subi des transformations à partir du XIVe siècle avec l’aménagement du châtelet d’entrée, la construction d’une tour de guet octogonale qui domine l'ensemble par le duc Louis II de Bourbon et d’un passage en encorbellement, la probable surélévation de la tour maîtresse et peut-être même des courtines.
Une capitainerie sera construite au XVe siècle servant de logis au capitaine et au corps de garde pour l'enceinte fermant la basse-cour, le logis du capitaine se trouvant auparavant dans l'actuelle salle Louis II de Bourbon dans la tour Maitresse.
Quant à la cour du château, comme celle de la basse-cour, devait abriter une série de bâtiments et logis dont les seules traces visibles se lisent encore sur la face interne des courtines (cheminées, etc.). Des fouilles archéologiques ont d'ailleurs révélées différents types d'occupation et aménagement tout au long des siècles. Effectivement, outre son statut de forteresse quasi imprenable, le castrum était aussi un lieu de vie servant de résidence. Ainsi était accolé au mur sud des écuries et diverses constructions au mur nord. Une chapelle, dont il ne reste aujourd’hui que les ruines, se trouvait accolée à la tour sud du châtelet d'entrée. Quelques traces de motifs peints encore visibles laissent penser que sa voute devait être peinte.
La tour semi-circulaire nord fut transformée en cachot à la fin du XVIe siècle et utilisée comme tel jusqu'à la révolution française.
De nos jours, le château se visite d’avril à octobre et l’accès aux remparts offre notamment un splendide panorama sur la vallée de l'Allier.

## Protection
Au titre des monuments historiques :
- les ruines du château sont classées par arrêté du 17 mai 1921 ;
- les restes de l'enceinte extérieure sont inscrits par arrêté du 9 décembre 1929.

À noter que l'ensemble du bourg de Billy est un site inscrit depuis le 12 juin 1975.